# ICloud
Chronologie des versions
MobileMe
iCloud est un service de cloud computing édité par Apple. Gratuit et extensible (moyennant finances), il remplace MobileMe.
Steve Jobs, ancien directeur général d'Apple jusqu'au 25 août 2011, le décrit comme une révolution numérique, prenant la place de l'ordinateur comme lieu central de collection des données (sous toutes ses formes : applications, musique, photos, calendriers, carnet d'adresses, documents). Celles-ci sont désormais synchronisées sur les serveurs d'iCloud, faisant de l'ordinateur un simple terminal au même titre que les téléphones intelligents ou les baladeurs numériques.
Apple propose depuis OS X Yosemite et iOS 8 iCloud Drive, un équivalent de Dropbox et Microsoft OneDrive.

## Compatibilité
iCloud est compatible avec :
- iOS 5 ou version ultérieure (iPhone, iPad, iPod touch) (intégré) ;
- Mac OS X 10.7.5 « Lion » ou version ultérieure (Mac) (intégré) ;
- Windows Vista ou supérieur et du panneau de configuration iCloud (PC) (téléchargeable).

## Fonctionnalités
Il est possible de configurer iCloud, sur le site d'Apple via son interface web et se connecter via un compte Apple . Celle-ci permet de gérer son compte @icloud.com, ses contacts, son calendrier, ses rappels, ses notes, localiser son iPhone, iPad, iPod touch ou son Mac, gérer son flux de Photos et iWork.

### iTunes dans le nuage
iTunes in the Cloud permet à l'utilisateur de partager les musiques achetées sur l'iTunes Store sur tous ses appareils fonctionnant sous iOS, Mac et PC. Les achats effectués sont téléchargés sur chaque appareil, ou les achats effectués précédemment peuvent être téléchargés individuellement sur chaque appareil sans surcoût.
Depuis la fin d'iTunes en 2019, le service a été remplacé par le trio Apple TV, Apple Music et Apple Podcasts.

### iTunes Match
iTunes Match est un service lancé depuis le 15 décembre 2011 en France. Il permet de stocker l’ensemble d'une collection sur iCloud, y compris la musique importée de CD ou achetée ailleurs que sur iTunes. Le service est disponible uniquement par un abonnement annuel de 24,99 €.
Depuis la fin d'iTunes en 2019, le service a été remplacé par Apple Music.

### Flux de photos (photothèque à partir d'iOS 8 et OS X Yosemite)
Flux de photos est un service qui permet de partager avec tous ses appareils iOS, Mac ou PC les photos prises par l'un de ses appareils. Par exemple, une photo prise sur un iPhone sera transmise sur iCloud puis téléchargée sur tous les autres appareils connectés avec le même compte sans manipulation de récupération.

### Applications, livres, documents et sauvegarde
iCloud permet également de synchroniser sur tous les appareils iOS les applications et livres téléchargés, les documents créés sur les applications Keynote, Pages et Numbers d'Apple (les développeurs peuvent également profiter de ce système pour leurs applications) et créer une sauvegarde complète de son appareil. En cas de changement de téléphone par exemple, tous les réglages systèmes, contacts, musiques, applications et livres, photos et vidéos, messages et sonneries pourront être transférés sur le nouvel appareil.

### Calendrier, Mail, Contacts
Le mode de fonctionnement de ces trois services reste le même qu'avec MobileMe. Lorsqu'un e-mail est supprimé, un événement est ajouté au calendrier, un contact mis à jour, iCloud répercute ces changements sur les autres appareils.

### Localiser mon iPhone/iPad/iPod/Mac
Cette fonction permet de géolocaliser un appareil perdu ou volé depuis l'application "Localiser mon iPhone" ou depuis le site iCloud.com.
Il peut être verrouillé, effacé à distance ainsi qu'afficher un message sur l'écran verrouillé. Depuis iOS 7, la sécurité a été renforcée. Apple demande maintenant les identifiants du propriétaire de l'appareil pour éviter qu'une personne mal intentionnée restaure l'appareil.

### Trousseau iCloud

Icône du Keychain.

Trousseau iCloud est publié avec la sortie de OS X Mavericks 10.9 et iOS 7 (à partir de la mise à jour 7.0.3).
Il fonctionne comme une base de données sécurisée qui permet aux informations, (y compris les mots de passe et les identifiants de connexion d'un utilisateur pour ses sites web, ses mots de passe de connexion au réseau Wi-Fi, la gestion de ses cartes de crédit (bien que sans cryptogramme visuel), et d'autres données de compte), à être stockées pour un accès rapide et automatique de remplissage sur pages Web lorsque l'utilisateur a besoin d'accéder à ces services.
Ces informations sont stockées et chiffrées en utilisant le cryptage AES 256 bits, sur l'appareil de l'utilisateur, puis poussées de cet appareil vers iCloud qui lui-même transmets et répartit les données entre les autres appareils (Mac, PC Windows, iPhone, iPad ou iPod touch).

### iCloud Drive

Logo d'iCloud Drive.

Lors de la WWDC 2014, Tim Cook lance iCloud Drive, le successeur d'iDisk, concurrent de Dropbox et Google Drive. Ce service permet de synchroniser les documents et fichiers via des dossiers accessibles depuis le Finder d'OS X Yosemite. Il fonctionne à partir d'iCloud et est compatible OS X, Windows et iOS.

### Limites et volumes de stockage supplémentaires
La limite de stockage pour les mails, documents et sauvegardes est en gratuit de 5 Go. Les photos transférées par Flux de photos ne sont pas comptées, ainsi que les données achetées sur les plates-formes d'Apple (iTunes Store, App Store, iBooks Store). La société propose d'étendre cette capacité moyennant finance. Pour le flux de photos, les images restent stockées sur iCloud durant 30 jours dans l'attente d'être téléchargées sur tous les appareils. Ce n'est cependant plus le cas depuis iOS 8 et OS X Yosemite où Flux de photo a été remplacé par Photothèque.
Apple a annoncé une nouvelle grille de prix lors de la keynote de juin 2017 :
- 5 Go : gratuit ;
- 50 Go : 0,99 €/mois ;
- 200 Go : 2,99 €/mois ;
- 2 To : 9,99 €/mois.

En octobre 2020, Apple intègre les forfaits iCloud aux offres Apple One au côté d'Apple TV+, Apple Music, et Apple Arcade (en France), il est depuis possible de dépasser les 2 To de stockage maximum,, le nouveau plafond en France est maintenant de 2,2 To, et au Québec il est de 4 To, cela se fait en combinant une offre Apple One et un forfait iCloud.
Lors de la WWDC de 2023, Apple annonce de nouveau forfait : 
6 To : 29,99€/mois;
12 To : 59,99€/mois.
En plus d’obtenir plus de stockage, les forfaits offrent des avantages en plus comme le masquage d'adresse mail, l'utilisation de domaine personnalisé pour sa messagerie ou encore la sauvegarde des vidéos de vos caméras de surveillance HomeKit
Il est possible de partager votre abonnement avec votre famille

### Relais privé iCloud
Avec le lancement d'iOS 15, Apple met en place une nouvelle fonctionnalité pour iCloud, le relais privé. Celui ci fonctionne presque comme un VPN, à la différence qu'il choisit automatiquement le lieu de connexion, rendant impossible de choisir un pays manuellement. Cela sert à protéger l’adresse IP. Le relais privé iCloud n'est disponible que sur le navigateur Safari.

## Vulnérabilité iCloud
Le 31 août 2014, un pirate informatique a utilisé une faille de sécurité du service "Localiser mon iPhone", pour diffuser sur 4chan une centaine de photos et vidéos personnelles d'actrices nues. La faille de sécurité du service a été comblée, en limitant le nombre de tentatives de mot de passe erroné. La société Apple n'a pas communiqué sur l’événement.

## Critique

### Litige relatif au nom
iCloud Communications, une société de télécommunication en Arizona a rapidement poursuivit Apple en juin 2011 pour contrefaçon de marque après l'annonce de ce nouveau service. Une plainte a été déposée auprès de la Cour du district de l'Arizona demandant à Apple ne pas utiliser le nom et de payer des dommages et intérêts. iCloud Communications a changé de nom pour devenir Clear Digital Communications en août 2011 et abandonna toutes les charges contre Apple peu de temps après.

### Chine
En février 2018, Apple a annoncé que les données, ainsi que les clés d'accès des utilisateurs d'iCloud en Chine seront stockées sur des serveurs situés sur le territoire national, se soumettant donc aux législations locales. Des militants des Droits de l'homme craignent que la Chine puisse traquer beaucoup plus facilement les dissidents au régime,,.